# Menkent
Menkent (θ Centauri / θ Cen / 5 Centauri) es la tercera estrella más brillante de la constelación de Centaurus, después de Alfa Centauri y Hadar o Agena (β Centauri). Su nombre proviene de la palabra árabe مَنْكِب (mankib, ‘hombro’) a la que se añade el sufijo «kent» (abreviatura latina de Kentaurus).
Menkent es una gigante naranja situada a 61 años luz de distancia, la tercera estrella de estas características más próxima a la Tierra después de Pólux (β Geminorum) y Arturo (α Bootis). Muy similar a la primera, sólo su mayor distancia hace que sea menos brillante, aunque con magnitud aparente +2.06 es la 53.ª estrella más brillante del firmamento. De tipo espectral K0IIIb, su temperatura superficial es de 4780 K. Es 60 veces más luminosa que el Sol y su radio es 11 veces más grande que el radio solar. En su núcleo, agotada ya la reserva de hidrógeno, el helio se transforma en carbono y oxígeno, al igual que en otras estrellas gigantes.
El elevado movimiento propio de Menkent sugiere que la estrella proviene de la parte exterior del disco galáctico y que tan sólo es una visitante del distrito solar.